# Alfonso de la Cueva-Benavides y Mendoza-Carrillo
Alfonso de la Cueva-Benavides y Mendoza-Carrillo (Bedmar, 25 luglio 1574 – Roma, 10 agosto 1655) è stato un diplomatico e cardinale spagnolo.
Fu noto per le sue trame e per il tentativo, compiuto quando si trovava a Venezia, di destabilizzare il governo di questa città, in modo da farla annettere alla Spagna. Il tentativo, fallito, viene chiamato ancora oggi congiura di Bedmar.

## Biografia
Nato nel 1574 da Luis de la Cueva y Benavides e di Elvira Carrillo de Mendoza y Cárdenas, e rapidamente indirizzato alla carriera ecclesiastica, il marchese di Bedmar, come tutti lo chiamavano, si dimostrò abile un diplomatico, tanto che il re di Spagna lo inviò, nel 1607, a Venezia. Qui, dopo alcuni anni in cui, secondo quanto emerse da indagini del governo veneziano, riuscì a creare una folta rete di agenti operativi e a "penetrare" in ogni consiglio o magistratura, tentando, assieme ai suoi colleghi di Inghilterra e Francia (che gli offrirono, se non collaborazione, almeno il silenzio) di abbattere la Repubblica.
I contorni della vicenda non vennero mai del tutto svelati, facendo credere ad alcuni che fosse stata tutta una montatura del governo veneziano.
In ogni caso, nel 1618, dopo la scoperta di questa rete, il Bedmar fu rimpatriato. Dedicatosi alla carriera ecclesiastica, Papa Gregorio XV lo elevò al rango di cardinale nel concistoro del 5 settembre 1622. Riuscì poi a esser inviato come ambasciatore presso i Paesi Bassi, ma, essendosi anche qui inimicato il governo locale con i suoi intrighi, fu richiamato.
Ritiratosi a Roma, morì nel 1655, ultimo superstite delle creazioni cardinalizie di papa Gregorio XV.

## Genealogia episcopale e successione apostolica
La genealogia episcopale è:
- Cardinale Guillaume d'Estouteville, O.S.B.Clun.
- Papa Sisto IV
- Papa Giulio II
- Cardinale Raffaele Sansone Riario
- Papa Leone X
- Papa Paolo III
- Cardinale Francesco Pisani
- Cardinale Alfonso Gesualdo di Conza
- Papa Clemente VIII
- Cardinale Pietro Aldobrandini
- Vescovo Laudivio Zacchia
- Cardinale Antonio Barberini, O.F.M.Cap.
- Cardinale Gaspar de Borja y Velasco
- Cardinale Gil Carrillo de Albornoz
- Cardinale Alfonso de la Cueva-Benavides y Mendoza-Carrillo

La successione apostolica è:
- Vescovo Juan Gutiérrez (1648)
- Vescovo Francesco Massucci (1648)
- Vescovo Agostinho Barbosa (1649)
- Vescovo Giovanni Antonio Capobianco (1649)
- Vescovo Luigi Ridolfi (1649)
- Vescovo Vincenzo Pineri, O.F.M.Conv. (1649)
- Vescovo Carlo Antonio Agudio (1650)